# Jomo Sono
Ephraim Matsilela Sono (* 17. Juli 1955 in Johannesburg), besser bekannt als Jomo Sono, ist ein ehemaliger südafrikanischer Fußballspieler und heutiger -trainer und Fußballclubbesitzer. Der Spitzname Jomo bedeutet übersetzt brennender oder glühender Speer und war Ausdruck für Sonos Führungsqualitäten auf dem Platz. Sono wird auch als der schwarze Prinz des südafrikanischen Fußballs bezeichnet.

## Persönliches
Jomo Sono wurde in Soweto, einer Township von Johannesburg geboren. Sein Vater Eric Bhamuza Sono starb 1964 im Alter von 27 Jahren bei einem Autounfall. Jomo war zu diesem Zeitpunkt acht Jahre alt. Weil ihn auch seine Mutter kurze Zeit später verließ, wuchs Jomo bei seinen verarmten Großeltern auf. Um Schulgebühren zu bezahlen oder Nahrungsmittel und Kleidung zu kaufen, verkaufte er als Zehnjähriger Äpfel und Erdnüsse bei Fußballspielen oder an Bahnhöfen.
Heute ist Jomo verheiratet und hat vier Kinder. Beide Söhne, Bamuza Sono und Matsilela Junior, spielen bei seinem Verein Jomo Cosmos. Er wohnt in Houghton Estate, einem Vorort von Johannesburg, in dem auch Nelson Mandela wohnhaft war.

## Spielerkarriere
Bei einem Spiel der Orlando Pirates fehlte ein Stammspieler und so bat man den Sohn des früheren Mannschaftskapitäns als Ersatzspieler einzuspringen. Schnell wusste er mit seinen Allrounder-Qualitäten zu überzeugen und wurde zum Stammspieler. Mit der Mannschaft aus Johannesburg gewann er 1975 das Double und 1976 nochmals die Meisterschaft. Im Folgejahr verließ Jomo Sono sein Heimatland und wechselte zu New York Cosmos in die Vereinigten Staaten. Dort spielte er im neu eröffneten Giants Stadium zusammen mit Franz Beckenbauer und Pelé in einer Mannschaft. Nach einem Jahr und der gewonnenen Meisterschaft ging der Südafrikaner zu den Colorado Caribous, einem Verein, der nur eine einzige Saison existierte. Nach einem weiteren Jahr bei den Atlanta Chiefs wechselte Sono zu Toronto Blizzard. Bei seiner letzten Karrierestation in Nordamerika spielte er unter anderem mit Clyde Best, Jimmy Greenhoff, Francesco Morini, Peter Lorimer oder Jan Möller in einer Mannschaft. Danach kehrte er in seine Heimat Südafrika zurück und spielte noch bis 1985 (beziehungsweise bis 1987 als Spielertrainer) für seinen eigenen Verein.
Auf Nationalmannschaftsebene konnte Jomo Sono sein Können nie zeigen, da Südafrika während seiner Spielerkarriere wegen der Apartheid von allen Wettbewerben ausgeschlossen war. Es blieb deshalb bei zahlreichen Freundschaftsspielen in immer wieder neu zusammengestellten Auswahlmannschaften, die jedoch nicht als offizielles Länderspiel gewertet wurden.

## Manager- und Trainerkarriere

### Klubeigentümer und Geschäftsmann
Nach seiner Rückkehr kaufte Sono mit seinem verdienten Geld den Highlands Park Football Club und nannte ihn in Jomo Cosmos um. Dies geschah in Anlehnung an sein einjähriges Engagement beim Starteam von New York Cosmos. Nach der Übernahme erzielte der Verein etliche Erfolge, wie den Gewinn der National Soccer League 1987, den Bobsave Super Bowl 1990, den Cola Cola Pokal 2002, 2003 und 2005 sowie das SAA Supa 8 2003. Zudem wurde Sono bekannt durch sein Talentscouting in ländlichen Regionen. So wurden spätere Nationalspieler wie Phil Masinga oder Mark Fish entdeckt. Spieler aus dieser Talentschmiede bildeten das Herzstück der Mannschaft, jene die Fußball-Afrikameisterschaft 1996 gewann. Jomo Sono war bei diesem Turnier als Berater für den damaligen Cheftrainer Clive Barker tätig.
Sono gehört außerdem zum Vorstand der Premier Soccer League und ist einer der erfahrensten Trainer in Südafrika. Zudem hat er aufgrund seiner Geschäfte einen hervorragenden Ruf als Geschäftsmann, besitzt mehrere Firmen und sitzt in Vorständen und Gremien.

### Südafrikanische Nationalmannschaft
Kurz vor Beginn der Fußball-Afrikameisterschaft 1998 wurde Jomo Sono als Trainer der Südafrikanischen Fußballnationalmannschaft eingesetzt. Durch die guten Leistungen des Teams und den torgefährlichen Benni McCarthy drang die Bafana Bafana bis ins Finale vor. Dort unterlag man jedoch den Ägyptern und deren Torjäger Hossam Hassan mit 0:2. In Anbetracht der kurzen Vorbereitungszeit unter dem neuen Trainer war dies eine Meisterleistung. Nach dem Viertelfinal-Ausscheiden bei der Fußball-Afrikameisterschaft 2002 wurde Sono erneut in den Trainerstab der Nationalmannschaft berufen, diesmal als Sportdirektor. Trainer der damaligen Mannschaft war Carlos Queiroz, der seine Autorität von Sono untergraben sah und deshalb kurz vor der Fußball-Weltmeisterschaft 2002 zurücktrat. Jomo Sono übernahm damit erneut den Trainerposten unmittelbar vor einem großen Turnier. Bei der WM scheiterte die Mannschaft um Kapitän Lucas Radebe jedoch bereits in der Vorrunde. Am 23. Oktober 2009 übernahm er den Job als Technischer Leiter der Nationalmannschaft.

## Titel und Auszeichnungen
als Spieler:
- Südafrikanischer Meister: 1975 und 1976
- Südafrikanischer Pokalsieger: 1975
- US-amerikanischer Meister: 1977

als Trainer:
- Südafrikanischer Meister: 1987
- Bobsave Super Bowl: 1990
- Cola Cola Pokal: 2002, 2003, 2005
- SAA Supa 8: 2003

Weiterhin gewann Jomo Sono die 2002 durchgeführte Wahl zu Südafrikas Fußballer des Jahrhunderts. 2014 erhielt er den Order of Ikhamanga in Silber.